# Aux yeux des vivants
Aux yeux des vivants és una pel·lícula de terror francesa escrita i dirigida per Julien Maury i Alexandre Bustillo. La pel·lícula es va estrenar el 10 de març de 2014 al South by Southwest i segueix a tres nois que descobreixen que l'aparentment banal exterior de la seva ciutat amaga un horrible secret interior.

## Argument
Tres joves amics adolescents decideixen que volen començar les seves vacances d'estiu abans d'hora, així que decideixen fer campana l'últim dia d'escola per divertir-se una mica. Les seves aventures aquell dia els van afectar amb un petit problema, provocat per un estudi de cinema abandonat a la vora de la ciutat anomenat Blackwood Studios. Els nois s'espanten quan veuen un home amb una màscara de pallasso arrossegant una dona encadenada pel solar. Aconsegueixen fugir i intenten implicar la policia, només perquè la policia ho assumeixi ja que els adolescents només estan causant problemes. Els adolescents acaben tornant a les seves respectives cases, sense saber que l'home emmascarat i el seu pare tenen previst venjar-se dels tres amics.

## Repartiment
- Béatrice Dalle com a Jeanne Faucheur
- Anne Marivin com a Julia
- Nicolas Giraud com a Nathan
- Francis Renaud com Isaac Faucheur
- Chloé Coulloud com a Mila
- Zacharie Chasseriaud com a Tom
- Damien Ferdel com a Dan
- Théo Fernandez com a Víctor
- Fabien Jegoudez com a Klarence
- Sidwell Weber

## Producció
Bustillo i Maury van anunciar per primera vegada plans per filmar Aux yeux des vivants el 2012 i s'esperava que el rodatge comencés al sud-oest de França a la primavera del 2013. El finançament de la pel·lícula es va recaptar a través d'una campanya d'èxit de proveïment participatiu. El rodatge va començar el juny de 2013 i un tràiler de la pel·lícula es va estrenar el març de 2014.

## Recepció
Marc Savlov de The Austin Chronicle va anomenar la pel·lícula "una sagnant bona pedra angular" per al cinema nouveau guignol, i es va dir que era "al voltant de sublim, còmic i esgarrifós a la classificació més negra del camí." Ryan Turek de Coming Soon va respondre positivament a Among the Living, escrivint: "La pel·lícula no és molt profunda a nivell subtextual, però és un exercici sòlid de pur horror". Després d'assistir a una projecció teòrica de la pel·lícula, Zach Gayne de Screen Anarchy va elogiar Among the Living, escrivint: "La tensió a Among The Living és tan gruixuda que va trencar els mecanismes d'afrontament col·lectius, on els estranys veïns es miraven quan ja no podien mirar la pantalla." Mentre que Evan Dickson de Bloody Disgusting va criticar la primera meitat "una mica sacsejadorra" de la pel·lícula, va elogiar el seu "últim acte totalment boig i eficaç". Escrivint per a la revista Fangoria, Samuel Zimmerman va donar una puntuació a Aux yeux des vivants de 2½ sobre 4, elogiant el seu vilà desconcentrat i l' "ús de la violència molt castigadora" que fa servir la pel·lícula quan finalment "cambia de marxa al territori slasher."
Chris Bumbray de Arrow in the Head va trobar que, tot i que la pel·lícula estava "realitzada amb habilitat", tampoc no era "res particularment especial, i una pel·lícula slasher bastant avorrida."Debi Moore de Dread Central va donar una resposta tèbia a la pel·lícula, donant-li una puntuació de 2/5 i escrivint: "Aux yeux des vivants és tècnicament tan bona com es pot esperar de dos directors amb una visió superior, però es queda curta amb la seva narrativa e protagonistes inaplicables, vilans inventius i reticència a superar els límits tant com sembla que volen." Drew Taylor d’IndieWire va despatxar la pel·lícula, opinant que era un "directament dolenta" abans de concloure succintament: "És desordenada, és sagnant sense ser sempre gratificant, i això fa que sigui absolutament sense sentit."